# Neolitsea confertifolia
Neolitsea confertifolia är en lagerväxtart som först beskrevs av William Botting Hemsley, och fick sitt nu gällande namn av Elmer Drew Merrill. Neolitsea confertifolia ingår i släktet Neolitsea och familjen lagerväxter. Inga underarter finns listade i Catalogue of Life.